# 青森銀行
青森銀行（英文名稱：The Aomori Bank, Ltd.）是位在日本青森縣青森市的地方銀行。

## 概要
通稱青銀（あおぎん），是青森縣內最大的金融機構，也是青森縣內全部10個市、大多數村町的指定金融機構。
企業口號为:「Personal Main Bank AOGIN」

## 歷史沿革
- 1879年（明治12年）1月20日 - 第五十九国立銀行於現在的弘前市開業。
- 1897年（明治30年）9月 - 民營化改組，株式会社第五十九銀行成立。
- 1943年（昭和18年）10月1日 - 第五十九、八戸、津軽、板柳、青森等五家銀行合併，於青森市成立株式会社青森銀行。
- 1973年（昭和48年）10月 - 於東京證券交易所市場第二部正式上櫃，是青森縣首家上市櫃公司。
- 1975年（昭和50年）3月 - 成功升格東京證券交易所市場第一部。
- 1985年（昭和60年）7月23日 - 與DC卡公司（日语：ディーシーカード）合作，成立子企業あおぎんカードサービス株式会社，開始經營信用卡業務。
- 1999年（平成11年） - 北海道銀行放棄青森縣業務，北海道銀行八戸分行廢行。除部分業務轉往仙台分行以外，大部分業務都移交給青森銀行八戸分行。
- 2000年（平成12年）
  - 4月3日 - 與岩手銀行、秋田銀行合作，互相開放ATM跨行提款免手續費。
  - 12月1日 - 秋田分行廢行，相關業務由能代分行與秋田銀行大町分行分別承擔。
  - 12月18日 - 與ATM管理公司E-NET公司（日语：イーネット）合作，在青森縣內包含FamilyMart在內的數家大型連鎖超商、超市內設置ATM。
- 2002年（平成14年）
  - 3月 - 子企業あおぎん抵当証券解散，資產清算。
  - 4月 - 子企業あおぎんクレジットカード與あおぎんジェーシービーカードを合併。
- 2006年（平成18年）6月30日 - 位於八戸市南郷村的最後一家銀行代理店「南郷代理店」廢店、隔年7月1日迷你據點「八戸支店 南郷出張所」開業。
- 2007年（平成19年）
  - 3月15日 - 開始發行IC銀行卡。
  - 3月19日 - 與Seven銀行（日语：セブン銀行）合作，在青森縣的4家伊藤洋華堂內設置據點。
- 2008年（平成20年）
  - 6月 - 子企業青銀スタッフサービス解散，資產清算。
  - 9月 - 子企業青銀不動産調査解散，資產清算。
- 2009年（平成21年）
  - 5月6日
    - 將會計系統移往NTT 地方銀行資訊綜合中心（日语：NTTデータ地銀共同センター）的BeSTA系統（日语：BeSTA）。
    - 與Seven銀行（日语：セブン銀行）進一步合作，互相開放ATM跨行提款免手續費。
- 2010年（平成22年）
  - 9月13日 - 今別分行、蟹田分行、大湊分行與川内分行合併完成。
- 2011年（平成23年）2月 - 子企業あおぎんコンピュータサービス解散，資產清算。
- 2013年（平成25年）
  - 3月13日 - 與北海道銀行締結同盟，以援助東日本大震災受災戶為主要目標進行合作交流[1]。
  - 4月22日 - 作為青函経済協定的一環，與北洋銀行互相開放ATM跨行提款免手續費[2]。
  - 10月7日 - 為促進東北、北海道地的交流，與北海道銀行互相開放ATM跨行提款免手續費。
- 2014年（平成26年）
  - 10月20日 - 與ATM管理公司LAWSON ATM NETWORKS（日语：ローソン・エイティエム・ネットワークス）合作，開始於連鎖超商LAWSON店鋪內的ATM提供服務。 [3]。
- 2015年（平成27年）1月5日 - 與ATM管理公司E-NET公司（日语：イーネット）合作設置的ATM全面恢復收取手續費[4]。

## 子企業
- 青銀甲田株式会社
- 青銀ビジネスサービス株式会社
- あおぎんカードサービス株式会社
- あおぎんリース株式会社
- あおぎん信用保証株式会社

## 外部連結
- 青森銀行 （页面存档备份，存于）